# 封神演義 (漫畫) 角色列表
《封神演義 (漫畫)》角色列表是日本漫畫家藤崎龍的作品《封神演義》與改編的動畫中登場人物的列表。

## 登場角色

### 主要角色
太公望
聲優：優希比呂（日舊作）／小野賢章（日新作）、陳卓智（港：TVB）、于正昌 ( 少年時期：楊凱凱 ) （台：華視）／李猶龍（台：衛視中文台）
座騎：四不像（聲優：增川洋一（日舊作）／櫻井孝宏（日新作））
法寶：打神鞭、杏黃旗、NEW・打神鞭、太極圖、火龍鏢(一時持有)
術：將水化為酒
其它：強力耳塞、邪惡戰爭教科書第一集、醉拳、太公望專用黃巾力士、太乙製萬能義手
72歲，作品的主角。為人表面上玩世不恭，實質上極為深謀遠慮；為了獲勝可說是近乎不擇手段，在元始天尊的半強迫下接下封神的任務。本名呂望，因族人被殉葬的怨恨促使他成為一名道士；想要建造一個沒有仙道干擾的人類社會，名義上算是武吉的師父。左撇子，之後於戰鬥中失去了左腕，裝上了太乙真人所製的義手。喜歡桃子而懼怕打針及苦澀的藥。其真實身分是一半的最初之人，也就是始祖的伏羲，因元始天尊想發覺有靈魂分割的能力而將王奕的靈魂分割，而另一半則被放入羌族中因戰爭死亡的小孩體內。
在蓬萊島與妲己和他的手下的大法寶大戰，與胡喜媚一戰時被現出雉雞精原形的羽毛碰觸到而被封神，但靈魂在進入封神檯時被王天君捉到並得知自己真實身份，在百般猶豫後選擇與王天君融合成伏羲。
當被孫天君變成玩偶後，就經常以玩偶的樣子入鏡，並且在經歷桃源鄉的工作後增加了肌肉男的型態。
故事最後，在最後一戰時被女媧近距離自爆導致創傷，在形體逐漸被消滅之際被已與地球融合的妲己所救，將一切善後事物推給四不象與武吉之後到處流浪。
哪吒
聲優：宮田幸季（日舊作）／古川慎（日新作）、梁偉德（港：TVB）、于正昇（台：華視）／許淑嬪（台：衛視中文台）
法寶：靈珠、乾坤圈、風火輪、混天綾、金磚、火尖槍、九龍神火罩II、金蛟剪
法寶人，陳塘關李靖之子，有著戀母情結。原為殷氏體內之死胎，後由太乙真人埋入法寶─靈珠後方有了生命；後因在戰鬥期內殺了龍王另外一個三太子而自殺，太乙真人以蓮花重塑其身而成為法寶人。由於李靖懼怕龍王復仇私自毀去其墓，因此哪吒三太子曾一度執意追殺李靖，後於太公望的協助下達成和解。
與幼年喪母的黃天祥與有著體弱母親的武吉相處得很好（尤其是黃天祥），時常要求太乙真人將自己改造，由於本身是法寶，所以當太公望發動太極圖時也會不能動。在來到蓬萊島之前被植入了金蛟剪而成為了以金蛟剪為主體的超級法寶人，故事最後能召喚一條黃金龍並透過伏羲的萬仙陣一舉消滅不少女媧的分裂體。
故事最後被楊戩編成巡邏隊，與雷震子、黃天祥一起制止與調節仙人界的仙人與妖怪糾紛場面。
楊戩
聲優：千葉進步（日舊作）／中村悠一（日新作）、泊明日菜（幼年）、李錦綸（港：TVB）、于正昇（台：華視）／周寧（台：衛視中文台）
法寶：三尖刀、哮天犬、六魂幡
術：變化術
變化過的法寶：打神鞭、乾坤圈、火龍鏢、莫邪寶劍、太極符印、天騷翼、雷公鞭、混天珠
崑崙山中實力最強的道士，被稱為天才；實力上已兼備仙人的能力，仙名清源妙道真君。擅長變化術，甚至能使用被變化之人的法寶，於故事中多次協助太公望化險為夷。其真實身份為崑崙山對頭金鰲島通天教主之子，乃是崑崙山與金鰲島互不侵犯條約下交換人質之一，另一人為王奕。當知道自己的身份後害怕以真實形態示人。其真實形態半妖態擁有更強大的戰鬥力。由於作品中常變化成妲己的模樣，被懷疑有女裝癖。
在打敗女媧之後，於結局被推舉擔任妖仙界、仙人界、人間界的共主，管理新仙界的秩序。

### 仙人界
仙道所居住之處，分有崑崙山與金鰲島兩大勢力。崑崙山以人類仙道為主，金鰲則反之。崑崙山仙道400名，金鰲島則有數千名；不過這不包括被帶往蓬萊島的人數。

#### 崑崙山
兩大仙人界之一，外表類似一顆巨石；配備有大型法寶砲─元始砲，於仙界大戰中毀滅。之後由太乙真人製造了僅1/1000大小的崑崙山2，並將通天砲裝配上去。

#### 崑崙十二仙
崑崙山中的高級幹部，僅次於元始天尊；每個人都擁有由太乙真人所製造的黃巾力士，每50年都要進行一次會議。
太乙真人
法寶：九龍神火罩、金磚(原持有)、火尖槍(原持有)
其它：太乙人型氣球
修道仙居：乾元山・金光洞
哪吒的製造者，被認為是瘋狂科學家；對法寶有著嚴重的痴迷程度，曾經幫元始天尊製造出威力約1/10的禁鞭贋品。有懼高症，在遇到危險時總是會縮進九龍神火罩之內，為與聞仲死鬥後殘活下的兩位十二仙之一。
聲優：阪口大助（日舊作）／平川大輔（日新作）、黎偉明（港：TVB）、何志威（台：華視）
清虛道德真君
修道仙居：青峰山・紫陽洞
黃天化的師父，被認為是運動家怪人；在金鰲島一役中被聞仲擊敗，遭到封神。
聲優：菊池仁（日舊作）／森久保祥太郎（日新作）
普賢真人
法寶：太極符印
修道仙居：九功山・白鶴洞
木吒的師傅，和平主義者；相信談判可以解決問題，太公望青梅竹馬的朋友兼同期。認為太公望單為樂趣而釣魚，對魚太殘忍，便送給太公望自製的魚鉤(其實是針)。有控制物理學定律的能力，最後於與聞仲的死鬥中利用太極符印自爆而亡。因為原十二仙之首的燃燈道人與元始天尊對打後受傷失蹤，進而由普賢真人代替燃燈道人的位置。
聲優：緒方惠美（日舊作）／島崎信長（日新作）、梁偉德（港：TVB）、何志威（台：華視）
玉鼎真人
法寶：斬仙劍
修道仙居：玉泉山・金霞洞
楊戩的師父，對於楊戩來說像是父親般的存在，在王天君的紅水陣中為了保護楊戩而遭封神。
聲優：檜山修之（遊戲版）／諏訪部順一（日新作）
道行天尊
法寶：萬能包丁
修道仙居：金庭山・玉屋洞
韋護的師父，外表類似嬰兒；有雙重人格，為與聞仲死鬥後殘活下的兩位十二仙之一。
因為嬰兒般的外貌被鄧嬋玉強制抓來扮成與土行孫一起玩家家酒遊戲的兒子。
聲優：豐崎愛生
廣成子
法寶：番天印
修道仙居：九仙山・桃源洞
殷郊的師父，十分注重規律，行事作風都十分的軍隊化。在金鰲島一役中被聞仲擊敗而遭封神。
聲優：熊谷健太郎
赤精子
法寶：陰陽鏡
修道仙居：太華山・雲霄洞
殷洪的師父，喜歡刀械，個性吊兒郎當。在金鰲島一役中被聞仲擊敗而遭封神。
靈寶大法師
法寶：落魂鐘
修道仙居：崆峒山・元陽洞
十二仙之一，外表看起來比其他十二仙老很多。在金鰲島一役中被聞仲擊敗而遭封神。
懼留孫
法寶：捆仙繩
修道仙居：夾竜山・飛雲洞
土行孫的師父，與靈寶大法師一樣，外表看起來比其他十二仙老很多。在金鰲島一役中被聞仲擊敗而遭封神。
文殊廣法天尊
法寶：瑠璃瓶
修道仙居：五竜山・雲霓洞
金吒的師父，個性沉默，帶著圓形的小眼鏡。在金鰲島一役中被聞仲擊敗而遭封神。
慈航道人
修道仙居：普陀山・落伽洞
十二仙之一，擅長接近戰，持有自右腕冒出火焰的法寶。在金鰲島一役中被聞仲擊敗而遭封神。
聲優：野上翔
黃龍真人
修道仙居：二仙山・麻枯洞
十二仙之一，皮膚黝黑，持有巨大刀刃狀的法寶。在金鰲島一役中被聞仲擊敗而遭封神。
聲優：水中雅章

#### 仙人及道士眾
龍吉公主
法寶：霧露乾坤網、盤古幡（一時持有）
燃燈道人的同父異母姊姊，在雙親都是仙人於0.000000003%的機率下誕生的純血種；擁有不輸妲己和聞仲的力量，不過卻也因為身為純血種之故，無法適應仙人界外的空氣。
被稱為與妲己媲美的絕世美人，土行孫視為夢想中的情人。
因為土行孫救助過落難女弟子碧雲一事而下凡登上趙公明的船艇對戰劉環，之後仙界大戰中協助崑崙山操縱元始砲射擊系統，也有加入蓬萊島的大法寶大戰，但要與女媧一戰時因無法承受盤古幡的力量而將盤古幡交給燃燈道人。
聲優：早見沙織（日）
燃燈道人
法寶：飛焰劍、盤古幡
知曉太公望真實身份者，封神計劃的策劃人之一，龍吉公主的同父異母弟弟，有嚴重的戀姐情結。過去的崑崙十二仙之首，為了暗地監視女媧的行動，和元始天尊演出內鬨戲碼。所修練的「術」已能夠僅用單手阻擋下雷陣子的龍捲風，強烈的「氣」甚至能輕易將防護罩給逼破，且不需要靠法寶的力量變可以將妲己三名已將透過女媧的力量強化的手下一舉消滅。
在女媧大戰之後，幫楊戩管理仙人界的仙人們。
雲中子
雷震子的師父，同樣被認為是「怪胎」、「瘋狂科學家」的仙人，非常喜歡利用生物進行研究。
聲優：野島裕史（日）、林保全（港：TVB）、何志威（台：華視）
黃天化
法寶：莫邪寶劍（兩把）、鑽心釘、火龍鏢、莫邪寶劍II
黃飛虎次子，於幼年就寢時，被十二仙之一的清虛道德真君相中而帶至仙人界修煉。有旺盛的鬥志及對戰鬥的執著，對於法寶的應用也相當得心應手，此項特質在對魔家四將之一的魔禮青和十天君之一的董天君時都相當突出。而在與趙公明的一戰中，受到了妖怪仙人余化臨死前的詛咒。最後在紂王投降之前與紂王一戰，打倒了紂王之後被守衛給偷襲而遭封神。
故事最後與同被封神的魂魄體居住在由太公望所構思，並燃燈道人所完成的管理系統領域：神界裡。
聲優：山岸功（日舊作）／KENN（日新作）、雷霆（港：TVB）、于正昌（台：華視）／康殿宏（台：衛視中文台）
雷震子
法寶：天騷翼
姬昌的第一百個乾兒子，雲中子的徒弟；因被雲中子胡亂改造而逃離，並成立了一個名為「空中兄弟」的盜賊團。敗給太公望後解散盜賊團，天騷翼更被雲中子改造為六個（之後又改造回兩個，但變得更大）。
聲優：松本梨香（日）、馮錦堂（港：TVB）／劉傑（台：華視）／孫德成（台：衛視中文台）
元始天尊
法寶：飛來椅、盤古幡、封神台
三大仙人之一，十二仙及太公望的師父，知曉太公望真實身份者，封神計劃策劃人之一。由於年輕時於夢中受到女媧的啟示而察覺歷史被人操控著，極端厭惡歷史的道標；個性自我中心，不信任同是仙人界的金鰲島，想完全靠崑崙山的力量打倒女媧。
故事最後成為神界的管理人，同時也靠著他的千里眼來巡視人間界。
聲優：大木民夫（日舊作）／津田英三（日新作）、源家祥（港：TVB）、于正昇（華視）／楊少文（衛視中文台）（台）
土行孫
法寶：土龍爪
外表類似地鼠，個性十分好色；對任何女孩子都很尊重、保護。最後和鄧嬋玉結婚了。
鄧嬋玉
法寶：五光石
金鰲島人類道士之一，後來能力被聞仲賞識，因此被派到西岐當間諜。最後卻莫名其妙地喜歡上了土行孫，有鳥類恐懼症。
崇黑虎
北伯侯崇侯虎的弟弟，崇侯虎死後繼承侯位加入周軍陣營。
聲優：石塚堅（日）、蘇強文（港：TVB）、劉傑（台：華視）
韋護
法寶：降魔杵
道行天尊的第子，個性懶惰且老氣橫秋；皮膚非常敏感，很怕黏答答的東西。雖然一副吊兒郎當的樣子，但是卻是實力派的角色。
赤雲
龍吉公主的弟子、隨從。
碧雲
龍吉公主的弟子、隨從。
聲優：諏訪彩花
李靖
法寶：玲瓏塔
哪吒的父親，但和哪吒感情非常不和睦。
聲優：伊藤健太郎（日舊作）／新垣樽助（日新作）、張炳強（港：TVB）、于正昇（台：華視）／孫德成（台：衛視中文台）
金吒
法寶：遁龍樁
李靖的長男，文殊廣法天尊的弟子。
木吒
法寶：吳鉤劍
李靖的次男，普賢真人的弟子。
白鶴童子
元始天尊的弟子，個性十分溫柔善良。
聲優：大山羨代（日舊作）／高梨謙吾（日新作）、招世亮（港：TVB）、何志威（台：華視）
黑鶴童子
白鶴童子的敵人，外表雖然類似白鶴童子；個性卻是完全相反，稱呼元始天尊為「老頭」。
柏鑑
維修封神台的妖怪仙人，原型是烏龜。

#### 金鰲島
兩大仙人界之一，主島外表類似紅豆麵包形狀；配備有大型法寶砲─通天砲，於仙界大戰中毀滅。
通天教主
法寶：六魂幡
楊戩之父，三大仙人之一；金鰲島的教主，根據申公豹之推測為封神計劃之策劃人之一(依伏羲向女媧所為之說明，可知封神計劃的真正策劃人為元始天尊、太上老君、燃燈道人以及伏羲)。之後在妲己與王天君的合作下，變成了傀儡。與楊戩一戰後，傷重過世。
聲優：真砂勝美（日舊作）／堀秀行（日新作）
趙公明
法寶：縛龍索、金蛟剪、立體影像法寶
其他：女王大人二世號（私人島）
金鰲島三強之一，華麗主義者；生性極為好戰，出場時背景會有華麗的音樂並且吊著鋼絲。本體是巨大的勿忘草，現出原形時會把附近大地的養分通通吸乾而沙漠化。最厲害的絕招是＂金蛟剪－Rainbow Version＂，一次召喚七條虹龍將敵人吞食。又可將虹龍合而為一變成一條巨龍，太公望曾敗在這招之下。因為極好戰的個性讓他過去曾經單獨潛入崑崙跟元始天尊挑戰，但卻大敗而歸。因此他算是造成崑崙和金鰲關係惡化的主因。
聲優：子安武人（遊戲版）
聞仲
法寶：禁鞭
靈獸：黑麒麟
金鰲島三強之一，同時是商朝的太師，原沒有仙人骨，在自虐式自我鍛鍊後得到。駕馭著仙界中傲氣最高、最難被駕馭的禁鞭。夢想是守護商朝到永遠，為此可以不惜毀滅整個仙人界，駕駛金鰲島進攻崑崙山，以一人之力先擊殺十二仙中九人，再敗元始天尊。
後因黃飛虎的死亡而心死，跳崖自殺。在黃飛虎死後才發現，原來他努力想要的殷朝是那個有黃飛虎在的殷朝。
聲優：松山鷹志（日舊作）／前野智昭（日新作）、潘文柏（港：TVB）、劉傑（台：華視）／楊少文（台：衛視中文台）

#### 十天君
類似十二仙，金鰲島高級幹部；仙界大戰期間被隸屬於聞仲之下，為此多有怨言。成員皆會操縱亞空間，在通天教主形同傀儡時管理金鰲島。
王天君
法寶：紅水陣（有兩種狀態）、蝨子（寄生法寶，本名不詳）
本名王奕，擁有和太公望匹敵的頭腦，但個性陰沉狡詐；有咬指甲的習慣，喜歡吃維生素C以及配戴銀飾品。能力和其他十天君不同，並非製造亞空間；而是在平常的空間中製造出由他支配的空間，血液中含有強酸。算是十天君的領袖，真實身份是伏羲的一半（但之後又由妲己分裂為三，其中之二被封神；最後融合時究竟是回歸伏羲身上亦否，則不明）。其空間法寶會逐漸將敵人溶解，狀態2的構造為外界無法進入，裡面卻可自由出來。
聲優：笹本優子（遊戲版）／岡本信彥（日新作）
金光聖母
法寶：金光陣
十天君的唯一女性，十天君中的佼佼者；擁有把光線折射的能力，是故事中少數被封神的女性角色之一。其空間法寶可製造和敵人一模一樣，但只有本體1/10力量的影子攻擊對手；傷害影子就等於傷害自己，而且在本體死亡前影子並不會消失。與姚天君一同搭檔，在對上楊戩、韋護跟哪吒時，被變化成沙的楊戩和哪吒聯手封神。
聲優：森奈奈子
姚天君
法寶：落魂陣
其他：破壞符咒
十天君中的佼佼者，擅長操縱符咒。被落魂符咒的落魂光照到後會立刻被封神，但法寶人例外。與金光聖母一同搭檔，在金光聖母被封神後被韋護瞬殺。
聲優：飛田展男
張天君
法寶：紅砂陣
十天君之一，其空間法寶能自在的操縱砂子之外，敵人亦會高速風化。感受到楊戩的真面目而企圖說服他，但卻被楊戩變成大量的砂塞爆亞空間而被封神。
聲優：川田紳司
孫天君
法寶：化血陣
外表類似玩具，和敵人玩不會輸的遊戲；對方落敗之際會被變成玩具，並可以將玩具爆破。在對上太公望、玉鼎、四不像、鄧嬋玉時，在太公望敗北前被發現其本體，後被玉鼎封神。
聲優：松岡禎丞
董天君
法寶：風吼陣
外表類似大型昆蟲，雖然本人否認，卻喜歡攀在柱子上發出蟬叫聲。其空間法寶內吹著高速的暴風，被吹落者會被底下由法寶合金做成的網分割。對上黃家父子被天化混在武器裡的火龍鏢射中柱子，因為柱子太燙而被暴風吹落遭封神。
聲優：間島淳司
袁天君
法寶：寒冰陣
外表類似一團毛球，說話卻有點羅曼蒂克。能力是自由地操縱著冰，偽裝時以果樹和花園的樣貌呈現。普賢企圖勸說其投降，但袁天君毫不領情發動攻擊，於是在普賢壓倒性的實力下遭封神。
聲優：福島潤
趙天君
法寶：地烈陣
外表類似一塊石板，被哪吒瞬間打倒。
聲優：菊池康弘
秦天君
法寶：天絕陣
外表由男性和女性兩個個體連結而成，其空間法寶是以巨大的隕石擊向敵人。與柏天君一同搭檔。
柏天君
法寶：烈焰陣
外表類似蓑衣，其空間法寶充滿火焰。與秦天君一同搭檔。和秦天君搭檔時遇上雲霄三姐妹，天絕陣和烈焰陣被其過大的亞空間「九曲黃河陣」塞爆，兩人則是被碧霄吃下肚子而被封神。

#### 妖仙眾
張奎
法寶：土龍爪、禁鞭
殷軍澠池城的守將，高蘭英的丈夫，擁有靈獸烏煙。相當崇拜聞仲，剛開始不能接受聞仲被封神的事實，但是在親身進入封神台見過聞仲的魂魄之後，決定不再只是追隨著聞仲的腳步。爾後繼承了禁鞭，並在大法寶大賽中正式獲得禁鞭的認同。在女媧大戰之後，幫楊戩管理金鰲島的妖怪仙人們。
高蘭英
法寶：太陽針
張奎的妻子，很了解張奎；也很為張奎著想，外表有著好萊塢女星的氣質。
余化
法寶：萬刃車、化血神刀
平常以殷的將軍身份在人間界生活的妖怪仙人，女王大人二世號的4樓BOSS。在與黃飛虎跟黃天化的戰鬥中被封神，死前變回原形─妖刀的模樣，並在天化身上留下了詛咒之傷。
丘引
法寶：紅珠液
女王大人二世號的4樓小妖怪之一。被黃天祥打回原形（蚯蚓）後踩死。
陳奇
女王大人二世號的4樓小妖怪之一。瞬間被天化打敗。
高繼能
法寶：蜈蜂袋
女王大人二世號的4樓小妖怪之一，以蜈蜂袋發出的費洛蒙操縱蜂群組成的木乃伊。無法隱藏氣息而被天化發現遭封神。
劉環
法寶：萬里起雲煙、火鴉壺
在金鰲島上對鄧嬋玉一見鍾情後，成為一個跟蹤狂糾纏著她；讓鄧嬋玉得到鳥類恐懼症，女王大人二世號的3樓BOSS。受到龍吉公主的迎頭痛擊，在挾持鄧嬋玉時被土行孫用土龍爪擊敗。
呂岳
法寶：瘟凰傘
個性陰險卑鄙，女王大人二世號的2樓BOSS，自稱為小生。在馬元身上放進了靈珠，強迫其成為法寶人並差遣他。最後被找回自我的馬元親手封神。
周信
法寶：噴射殺人病毒裝
呂岳弟子之一，噴射殺人病毒裝上寫著「頭痛」。
朱天麟
法寶：噴射殺人病毒裝
呂岳弟子之一，噴射殺人病毒裝上寫著「昏迷」。
李奇
法寶：噴射殺人病毒裝
呂岳弟子之一，噴射殺人病毒裝上寫著「發燥」。
楊文輝
法寶：噴射殺人病毒裝
呂岳弟子之一，噴射殺人病毒裝上寫著「散瘟」。
馬元
呂岳撿到他之後注入藥物，並改造成法寶人，讓他四處撒野。與哪吒的戰鬥下找回自我，並將呂岳封神
楊任
透視神手
女王大人二世號的1樓BOSS，前殷的宮廷畫家；因其繪畫觸怒妲己而被剜去雙眼，趙公明欣賞其畫作而將他以外科手術移植仙人骨及置入透視神手。在被楊戩擊敗了之後並沒有遭到封神，而是在太公望性命垂危的關頭代替太公望被封神，救了太公望一命。
王魔
法寶：開天珠
九龍島四聖之一，是相當不冷靜的謀略派人物；喜歡使用法寶開天珠大肆破壞，但是卻不敵楊戩的手下。
聲優：佐伯洋史（日舊作）／逢坂良太（日新作）、于正昇（台：華視）、鄺樹培（港：TVB）
楊森
法寶：劈地珠
九龍島四聖之一，使用法寶劈地珠負責進行支援輔助或是恢復同伴體力的工作；擁有能操縱大地的力量，但是在擅長打接近戰的天化面前吃盡苦頭。
聲優：上別府仁資（日舊作）／濱野大輝（日新作）、何志威（台：華視）、陳欣（港：TVB）
高友
法寶：混元珠
九龍島四聖之一，個性相當認真，所以常被太公望耍著玩。法寶混元珠有可以操縱水的力量，有另一顆混元珠在金鰲的海裡使兩邊的時空可以互通。
聲優：木内力也（日舊作）／村田太志（日新作）、劉傑（台：華視）、蘇強文（港：TVB）
李興霸
法寶：拌黃珠
九龍島四聖之一，雖然外表可愛但性格卻相當殘忍；喜歡將對手折磨一番後再殺死，使用拌黃珠操縱光線讓哪吒打的相當辛苦，最後在太乙真人的幫助下順利擊敗李興霸。
聲優：笹島薫（日舊作）／天崎滉平（日新作）、楊凱凱（台：華視）、林丹鳳（港：TVB）
魔禮青
法寶：青雲劍
魔家四將長男，手上的青雲劍每移動一定距離時便會製造出一個空氣刃。
魔禮紅
法寶：混元傘
魔家四將次男，手上的混元傘能夠反彈以及吸納敵人的攻擊。
魔禮海
法寶：黑琵琶
魔家四將三男，手上的黑琵琶能夠使敵人受到控制。
魔禮壽
法寶：花狐貂

### 蓬萊島
位於宇宙間的人造小型天體，環境與地球一模一樣；在地球的大西洋上空有一個外表為心形、厚度為5釐米的防護罩保護通往蓬萊島的空間跳躍區，可做為宇宙船用。
蘇妲己
法寶：傾世元禳、五火七禽扇、金霞帽等
術：媚惑術、借體形成之術
殷的王后，實際上是九尾妖狐，本作品的女主角；金鰲島三強之一，以絕世美貌和媚惑術迷惑數個朝代的君主。為女媧的代理人，協助她操縱歷史；其謀略能力遠在太公望之上，戰鬥能力也十分的強悍。原先想藉女媧之力支配地球，在了解其他始祖的存在後改變了意願，最後與地球融合。
聲優：嘉数由美（日舊作）／日笠陽子（日新作）、曾秀清（港：TVB）、楊凱凱（台：華視）／許淑嬪（台：衛視中文台）
胡喜媚
法寶：如意羽衣、傾世元禳(代理)
九頭雉雞精，能夠自由的飛翔在過去及未來；在妖怪中宛如偶像般的存在。外表和個性雖像個小孩子，稱自己為不良蘿莉塔，不過卻是能夠同時使用如意羽衣和傾世元禳的實力者；如意羽衣的變化能力在楊戩之上，藉女媧之力成長後甚至可進行素粒子級別的變化。接觸到她的羽毛後，自身的時光會後退。於大法寶大賽中擔任第4舞台的戰士，在對上太公望時因為太公望使用卑鄙招數而回復成半妖態，而太公望則是因為接觸到了羽毛而時光倒退被封神。
聲優：千葉千惠巳（日舊作）／南條愛乃（日新作）、梁少霞（港：TVB）、楊凱凱（台：華視）／龍顯蕙（台：衛視中文台）
王貴人
法寶：紫綬羽衣
石琵琶妖，由於被太公望打敗過後便對他產生強烈的復仇意念，不過這股意念到最後似乎發展成了特別的情愫。以散播羽衣上的毒鱗粉進行攻擊，藉女媧之力成長後更能以弦的震動破壞物體；於大法寶大賽第3舞台中亂入，雖被哪吒打回石琵琶的原型，不過之後回復了原狀。
聲優：柚木涼香（日舊作）／M·A·O（日新作）、林元春（港：TVB）、錢欣郁（台：華視）／鄭仁君（台：衛視中文台）

#### 妖怪道人
猿洪
大法寶大賽最後三人之一，被燃燈道人瞬間消滅。
朱子真
大法寶大賽最後三人之一，被燃燈道人瞬間消滅。
常旲
大法寶大賽最後三人之一，被燃燈道人瞬間消滅。
烏文化
大法寶大賽第3舞台的戰士，被祈願花所寄生，為了使花綻放而不停的進行破壞。
馬善
流體妖怪，大法寶大賽第2舞台的戰士。能自由自在的隨時爆炸，吸入它的氣體後肺部也會被炸爛，可以無限稀釋於空氣中躲避攻擊。運氣極度不好的遇上了楊戩，到最後連魂魄都被六魂幡吞蝕殆盡。
高覺
植物妖怪，大法寶大賽第1舞台的戰士；本體可以伸出好幾個分枝，只要持續吸收土壤的養分就可以不斷再生。剛開始讓張奎吃盡了苦頭，但在張奎正式獲得禁鞭的認同後便被打回原形。

### 其他角色
申公豹
法寶：雷公鞭
仙界最強道士，騎乘最強的靈獸，持有最強的超級法寶雷公鞭，太上老君的弟子。無法忍受對於別人批評他的服裝品味，與太公望初戰中；太公望使他自出生以來初次見到自己的血後，便視太公望為其宿敵。有著自己認定的「美學」概念在，對與其違背之事物都會進行攻擊，太公望救出殷郊、殷洪與女媧操縱歷史一事都被認為是違背他的「美學」。
在故事中經常扮演旁觀者與分析者的角色，也是故事中少數知道妲己的靠山就是女媧的人。
故事最後強迫老子一起參加討伐女媧的隊伍，並在伏羲（太公望）佈好萬仙陣的瞬間用雷公鞭一口氣消滅大量的女媧分裂體，坐收漁翁之利，並在大戰結束之後找到被認為已經消失的太公望。
聲優：石田彰（日舊作）／鳥海浩輔（日新作）、鄺樹培（港：TVB）、劉傑（台：華視）／周寧（台：衛視中文台）
老子
法寶：太極圖（後來給太公望）、傾世元禳
其他：特訓君、一發覺醒君、懶人裝
又稱太上老君， 三大仙人中最神秘的仙人，知曉太公望真實身份者，封神計劃的策劃人之一，申公豹的師父，居住在桃源鄉，並且長久睡在懶人裝裡面，非常喜歡睡覺，在睡覺的時間都是交給以他大腦來運作的投影裝置來管理，但是卻是個連動腦都嫌麻煩的懶惰鬼，因此投影裝置1個月只能使用1次。在他睡覺時卻都是在偷看女媧的夢，在女媧覺醒之後，太上老君也不再沉睡了。把太極圖交給太公望後，本來處觀望態勢，但是卻被申公豹強迫加入討伐女媧的隊伍，在漫畫最後一集曾因懶人裝被破壞而生氣並使用傾世元禳將女媧的分裂體給自相殘殺。
聲優：高山南（遊戲版）／河西健吾（日新作）

### 人間界

#### 周國
姬昌
西伯侯，有多達100人的孩子。個性仁厚而深受人民愛戴，伯邑考死後得了厭食症；將姬發托予太公望後死去，之後追封為文王。
聲優：麥人（日舊作）／清川元夢（日新作）、盧國權（港：TVB）、何志威（台：華視）／康殿宏（台：衛視中文台）
伯邑考
姬昌的長子，被妲己所殺，並被製作成肉餅。
聲優：飛鳥紅一（日舊作）／羽多野涉（日新作）、林丹鳳（童年）/馮錦堂（成年）（港：TVB）、劉傑（台：華視）
姬發
姬昌的次子，即後來的周武王。在西歧時很喜歡搭訕女人，但在大哥伯邑考死在朝歌加上父親病倒的狀況下，成為了周的繼承人。雖然為人很輕浮，但實際上韌性極強又意志堅定，在牧野之戰受了腹部重傷，後來的幾年身體一直很差，但是仍然勤於朝政。能夠凝聚人心並且獲得人民愛戴，這點在周軍進入朝歌城時就可以看得出來。
聲優：小林和矢（日舊作）／小野大輔（日新作）、林丹鳳（童年）/黎偉明→雷霆（成年）（港：TVB）、于正昇（台：華視）
周公旦
姬昌的三子，外表和個性都很老成；由於在政治學上的成就，人們捨棄他的本名姬旦而稱呼他為周公旦。
聲優：內匠靖明（日新作）、于正昌（台：華視）、陳欣（港：TVB）
呂邑姜
原居於桃源鄉，是太公望妹妹的曾孫女；後來和姬發結婚，生有周成王姬誦。和周公旦連成一線，共同疲勞轟炸姬發。
聲優：池澤春菜（遊戲版）
黃飛虎
前殷的鎮國武成王，於妻子被妲己害死，妹妹自殺身亡後叛離。個性豪放磊落寬大為懷，擁有不遜於仙人的戰鬥能力和能克服妲己媚惑的強韌意志力。與聞仲是多年好友，曾經猶豫是否能在將來的戰鬥中面對紂王及聞仲。在元始天尊敗給聞仲後被王天君送至崑崙，並且在紅水陣中與聞仲對峙，最後死在紅水陣中。
聲優：田中一成（日舊作）／細谷佳正（日新作）、梁志達（港：TVB）、何志威（台：華視）／孫德成（台：衛視中文台）
武吉
天然道士，自認為太公望的徒弟；有著大量的打工經驗，會說鳥語，並能在水上走，還曾經打籃球晉級到全國高中聯賽，這項特質在四聖戰中抄走高友乾的混元珠而證實。曾經因冒犯姬昌而被判死刑，最後在太公望的幫助下獲釋，之後一直擔任協助的角色，個性純樸，多次解救太公望及周軍的危機，是可靠的打火隊。動畫版中變成路人，第13集跟姬昌指出太公望釣魚的所在。
聲優：永澤菜教（日舊作）／內田雄馬（日新作）、劉傑（台：華視）
黃天祥
武成王黃飛虎的么子，與父親與哥哥黃天化一樣具有仙人骨的天然道士資質。
聲優：小林大紀（日新作）

#### 殷商
紂王
商朝最後的皇帝。
曾被人民稱為賢君，但在被妲己媚惑之後就沉醉於後宮。
妲己對紂王操縱改造，她將潛藏在「殷商」王室血統裡擁有女媧賦予給商朝開國君主商湯王的力量引發出來，使得紂王擁有了極高的戰鬥力，再牧野之戰中一人對抗周軍，甚至能徒手擊破九龍神火罩，但在敗逃之後回到朝歌，身體卻急速老化。在跟天化決鬥之後被姬發斬下首級而被封神。
聲優：松田佑貴（日舊作）／浪川大輔（日新作）、林保全（港：TVB）、于正昇（台：華視）／康殿宏（台：衛視中文台）
姜妃
紂王的皇后，是東伯侯姜桓楚的女兒；被捕入獄後在獄中自殺身亡，故事中少數被封神的女性角色之一。
聲優：三浦七緒子（日）、雷碧娜（港：TVB）、楊凱凱（台：中視）／鄭仁君（台：衛視中文台）
殷郊
法寶：番天印
紂王的長子。責任感極強，想要守護殷到最後一刻，在把弟弟殷洪交付給太公望之後便回到朝歌招集士兵，打算與周戰鬥，不料卻敗在太公望的手下而全軍覆沒，最後想自己一個人使用番天印對抗, 後與太公望對決時失手誤殺殷洪，最後在精神錯亂之下被太公望封神。
聲優：鶴野恭子→輝山新（日）、沈小蘭（童年）/林保全（成年）（港：TVB）、錢欣郁【童年】；于正昇【成年】（台：華視）／康殿宏（台：衛視中文台）
殷洪
法寶：陰陽鏡
紂王的次子。在母親姜妃自殺之後與哥哥殷郊一起被黃飛虎送到崑崙山修行。企圖想說服殷郊投降，但卻沒有得到回應，結果為了保護太公望不受到番天印的襲擊而被封神。
聲優：豐島雅美→茉雪千鶴（日）、林元春（童年）→梁少霞（童年）//鄺樹培（成年）（港：TVB）、楊凱凱【少年】；錢欣郁【成年】（台：華視）
梅伯
殷的諸侯，因批評妲己作為而被炮烙處死。
比干
殷的宰相，僅在聞太師改革内政時出現一格。
朱氏

### 始祖
伏羲
法寶：打神鞭、太極圖、誅仙陣、萬仙陣
為了防止女媧復活而殘留下來的最後始祖，太公望和王天君的真實身分。個性原先極為冷酷而無情，復活之後個性則比較接近太公望。融合之後還是可以進行分離，原先右眼有像王天君一樣塗黑的眼影，不過之後卻消失了。
在最後決戰中運用法寶太極圖的戰鬥形態，吸取法寶與仙人的法力，拼盡全力要將女媧擊潰之際，被女媧以自爆方式同歸於盡，驅體也隨之逐漸粉碎化。
於故事結局為與地球同化的妲己所救，故意不讓四不像與武吉知曉他的行蹤。
除了女媧稱呼他的本名及燃燈稱呼他為王奕（但亦曾稱呼他為太公望）之外，其他角色都以太公望來稱呼他。
女媧
法寶：山河社稷圖、四寶劍
始祖中最強的一位，由於反對與地球生物融合而被封印在永久冰壁中。不過卻開發了僅以靈魂來活動重新獲得自由，後藉妲己之力成功復活。在最後決戰中即將毀滅之際，長久的孤獨令她畏懼，企圖用自爆的方式將伏羲也捲入，最後驅體化為灰燼。
神農
法寶：禁光銼
為最初與地球融合的三位始祖之一，於外傳中以人形登場。使用禁光銼，將太公望與四不像送回到過去（太公望等人與魔家四將對戰的那個時間點），以解決雉雞精孔宣的「殺劫」所帶來的世界毀滅。
燧人
法寶：實際名稱、外型皆未知。於外傳中由神農提起：是能引發大霹靂的超級法寶。
為最初與地球融合的三位始祖之一，未實際出場過。
祝融
法寶：實際名稱、外型皆未知。於外傳中由神農提起：是能夠破壞地球超級法寶。
為最初與地球融合的三位始祖之一，未實際出場過。

### 靈獸
四不像
太公望的靈獸，這族的靈獸在成年時有把寶貝力量吸收的能力。初登場時還是幼獸，仙界大戰最後期時從父親手上得到成人證明書，可以自由變為第二型態。原先設定為類似小龍，不過在連載期間卻變成河馬。
聲優：增川洋一（日舊作）／櫻井孝宏（日新作）、盧素娟（港：TVB）、楊凱凱（台：華視）／龍顯蕙（台：衛視中文台）
四不像爸爸
原為元始天尊的靈獸，在元始天尊和趙公明之戰中負傷而退休。仙界大戰中途出現，替崑崙山的仙道治療王天君蝨子帶來的損傷，並交給四不像成人證明書（交付時是白紙一張，內容在感熱後出現）。
四不像媽媽
居住在四不像谷的靈獸，在四不像爸爸退休後便叫年齡還小的四不像出門養家。
黑麒麟
聞仲的靈獸，具有足以抵擋法寶攻擊的堅固外殼，外殼還能變形，曾以此替聞仲擋下十二仙的攻擊。在仙界大戰的最後，為替聞仲擋去紅水陣的侵蝕，而傷重身亡。
聲優：于正昌（台：華視）、鄺樹培（港：TVB）
黑點虎
申公豹的騎獸，號稱最強靈獸，有類似千里眼的功能。
聲優：興梠里美（日舊作）／山下大輝（日新作）、林元春→劉惠雲（港：TVB）、楊凱凱（台：華視）／鄭仁君（台：衛視中文台）
大地靈獸
於女兒被朝歌的小孩帶走時出現，破壞了朝歌的街道。
烏煙
張奎的靈獸，擁有極高的速度，稱呼高蘭英為「大姊頭」。
神鷹
崇黑虎的靈獸，能夠操縱所有鳥類。
聲優：何志威（台：華視）、李錦綸（港：TVB）
龍鬚虎
與鄧嬋玉感情很好的妖精，稱呼鄧嬋玉為「小姐」，可以藉由尾巴拋動巨石。
飛刀
原余化部下，在遭黃飛虎恐嚇後即為黃飛虎及黃天祥所用；能夠讓使用者陷入幻覺，然後再出其不意的殺死，本身能夠伸長。
聲優：岩田光央